# 拉查體育會
拉查體育會（英語：Raja Club Athletic (RCA)，羅馬化：ar-Raja' al-Baydawy ar-Riyady），又稱拉查卡薩布蘭卡（英語：Raja Casablanca），簡稱拉查（英語：Raja，是一家位于摩洛哥卡薩布蘭卡的足球俱乐部，成立于1949年，是摩洛哥最知名的俱乐部之一。
在摩洛哥，卡萨布兰卡拉贾始终被看作是工人阶级的俱乐部。近年来球队更为职业化，在国内和国际赛场都取得了出色的战绩，成为摩洛哥最有实力的球队。球队的最大竞争者为同城球队韋達競技會。

## 球队历史
俱乐部创建于1949年的一个艺术团体叫做"FATH"。

## 球队荣誉
- 非洲超級盃
  - 冠军 : 1999
  - 亚军 : 1997
- 非洲亚洲俱乐部锦标赛（英语：Afro-Asian Club Championship）
  - 冠军 : 1999
- 非洲聯賽冠軍盃
  - 冠军 : 1989, 1997, 1999
  - 亚军 : 2002
- 非洲足協盃
  - 冠军 : 2003
- 摩洛哥足球甲級聯賽
  - 冠军 : 1988, 1996, 1997, 1998, 1999, 2000, 2001, 2004, 2009, 2011, 2013, 2020, 2024
- 摩洛哥王座杯（英语：Moroccan Throne Cup）
  - 冠军 : 1974, 1977, 1982, 1996, 2002, 2005, 2012, 2017, 2023
- 阿拉伯冠軍聯賽
  - 冠军 : 2006, 2020
  - 亚军 : 1996
- 世俱杯
  - 亚军 : 2013